# Saalbau (Neustadt)
Der Saalbau ist ein multifunktionales Veranstaltungs- und Kongresszentrum in der pfälzischen Stadt Neustadt an der Weinstraße (Rheinland-Pfalz). Er wird für kulturelle Veranstaltungen wie Theater- und Konzertaufführungen sowie für Tagungen, Kongresse und Ausstellungen genutzt.

## Geographische Lage
Der Saalbau steht auf einer Höhe von rund 140 m etwa 100 m nordwestlich des Neustadter Hauptbahnhofs, von dem er durch den Bahnhofsvorplatz getrennt ist. An seiner Südseite befand sich früher die nördliche Endstation der Pfälzer Oberlandbahn, einer Schmalspur-Bahnlinie, die von 1912 bis 1955 in Richtung Landau verkehrte. Auf der Nordseite des Saalbaus schließt sich der Hetzelplatz an, hinter dem die Neustadter Altstadt beginnt. Der Vorplatz östlich des Haupteingangs ist nach dem Neustadter Verleger Daniel Meininger benannt, der die Idee zur Wahl der Deutschen Weinkönigin hatte.

## Geschichte

Aktie der Saalbau AG von 1958

Früher stand der Saalbau im Eigentum der Saalbau AG, die nach dem Zweiten Weltkrieg Aktien zum Nennwert von 100 DM ausgab. Heute wird die Anlage durch die städtische Tourist-, Kongress- und Saalbau GmbH betrieben.
Der Saalbau wurde in den Jahren 1871 bis 1873, als die Pfalz zum Königreich Bayern gehörte, vom Münchener Architekten Albert Geul im Stil der Neorenaissance errichtet. 1949 wurde im Saalbau Elisabeth Kuhn, später Gies (1930–2012) zur ersten Deutschen Weinkönigin gekrönt.
Ein Großbrand in der Nacht vom 24. auf den 25. November 1980 beschädigte den Saalbau schwer und machte ihn unbenutzbar. Nachdem die Anlage von 1982 bis 1984 wieder aufgebaut worden war, wurde sie 1984 im Beisein des damaligen Bundeskanzlers Helmut Kohl und des damaligen rheinland-pfälzischen Ministerpräsidenten Bernhard Vogel neu eingeweiht.

## Anlage

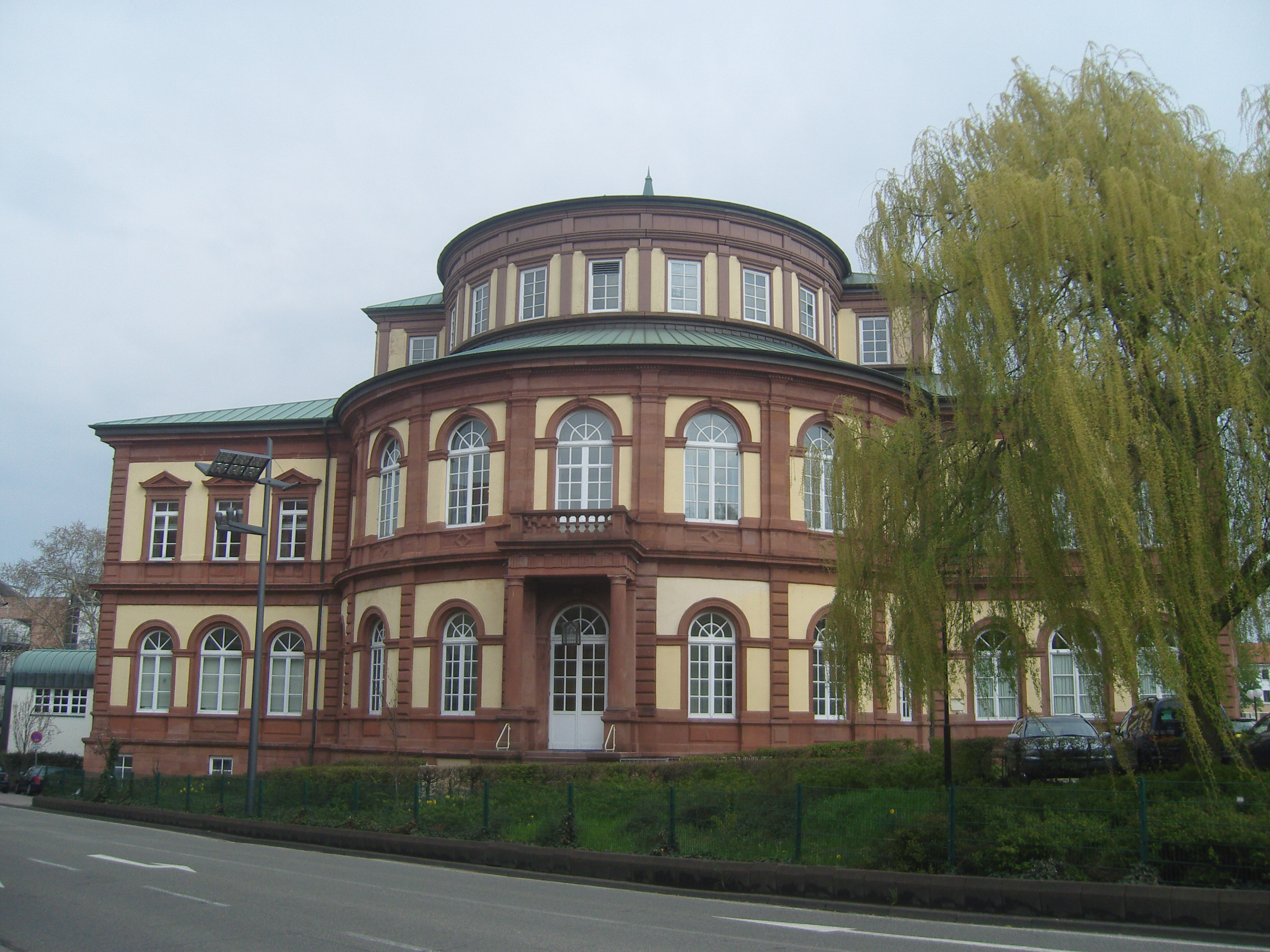
Westansicht: halbrunder Vorbau
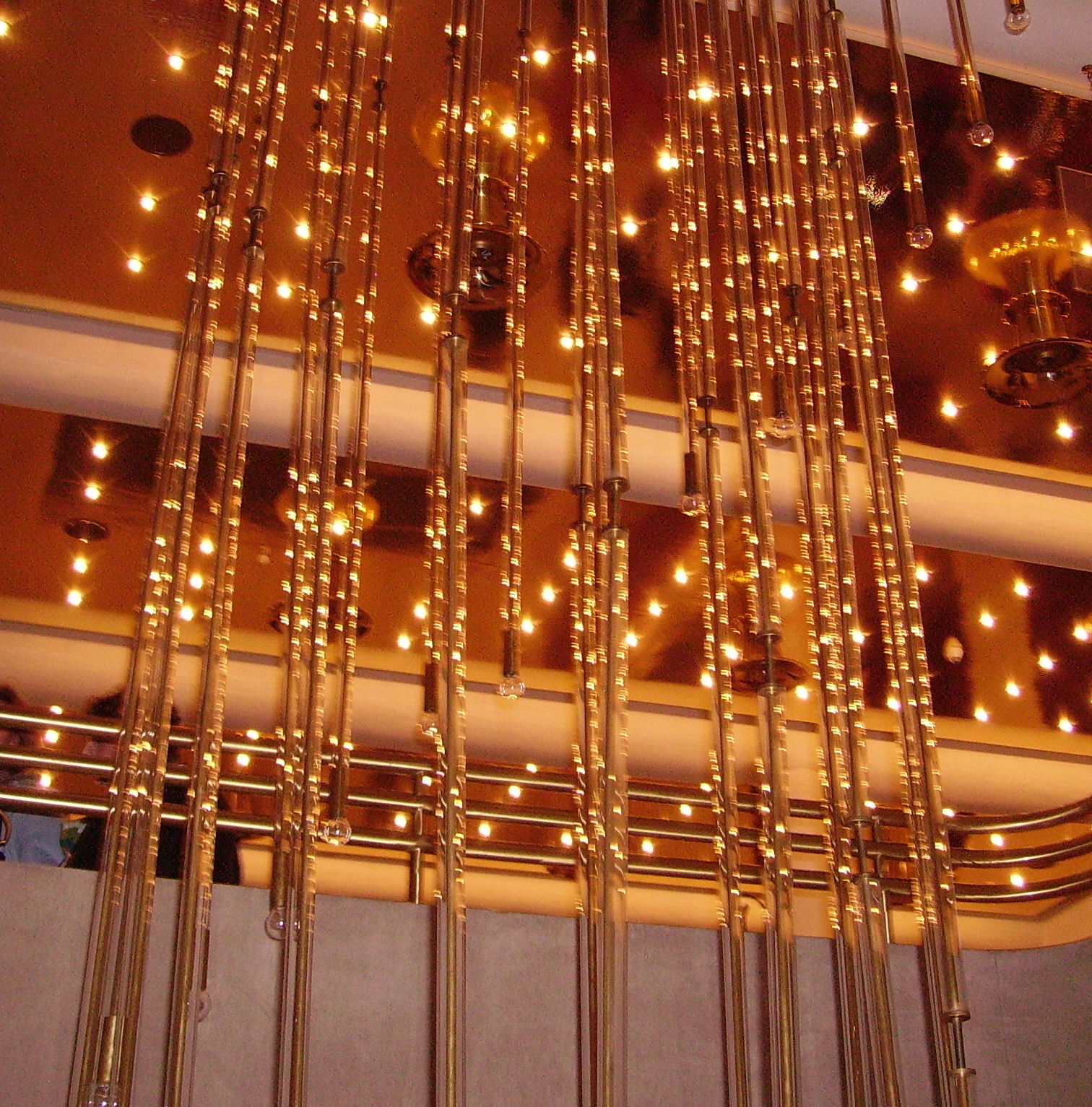
Foyer mit Treppenhaus
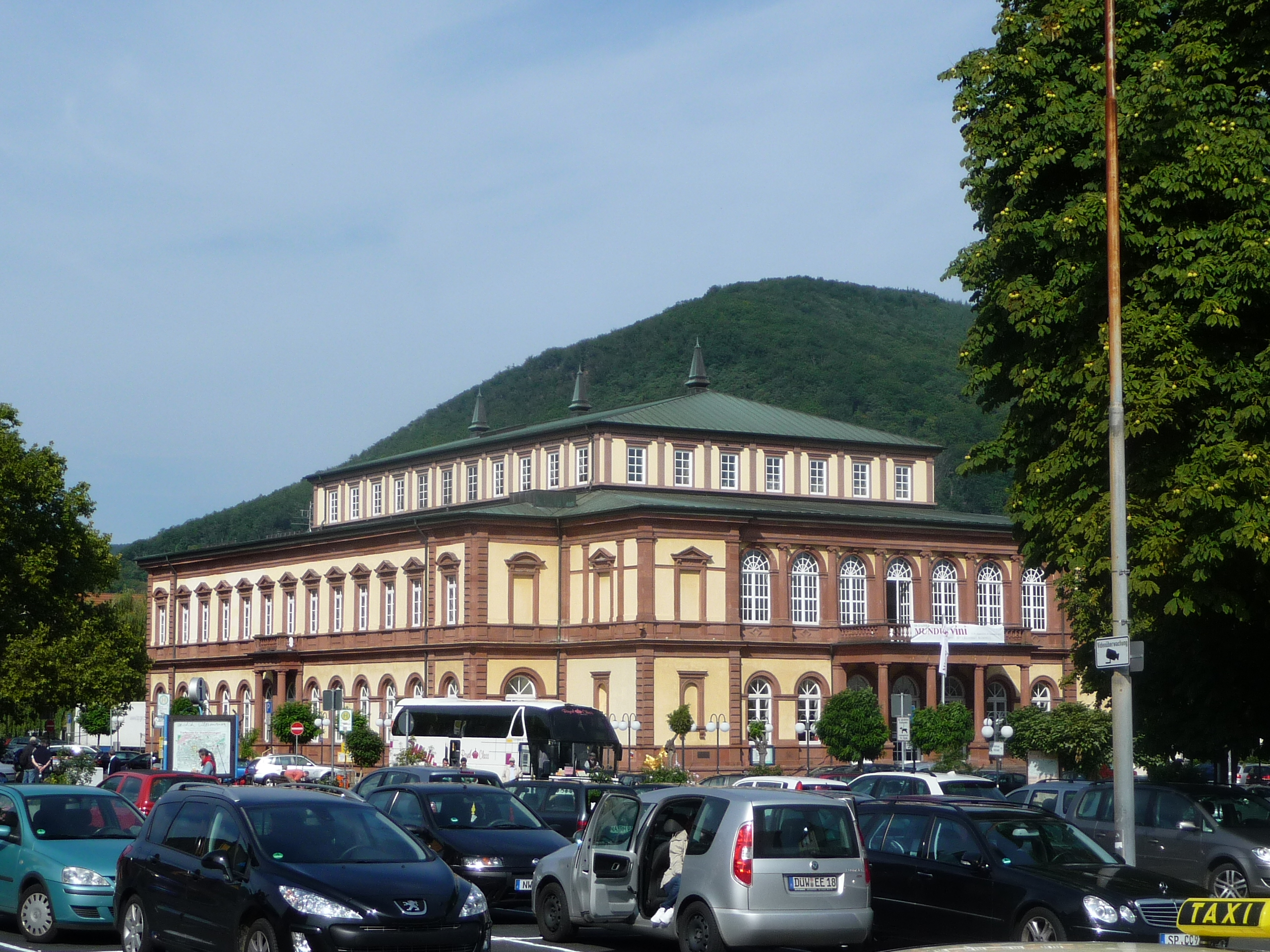
Südostansicht: Haupteingang rechts

Der zweigeschossige Saalbau ist einer dreischiffigen Basilika nachempfunden; allerdings ist die bei Kirchen historisch bedingte Lage des Chors im Osten nicht realisiert, sondern um 180 Grad gedreht. Deshalb besitzt der Saalbau seinen Haupteingang mit großer Freitreppe und einem von sechs Säulen gestütztem Vordach an der Ostseite. Hinter der Ostfassade liegt quer eine 210 m² große Vorhalle, das Eingangsfoyer, woran sich der etwa 21 Meter lange Hauptbau anschließt. Er erstreckt sich nach Westen und besteht aus drei parallel angeordneten Sälen. Durch die Mitte zieht sich der 500 m² große Festsaal; dieser wird – ähnlich wie bei der Basilika – über einen Lichtgaden erhellt, der sich mittig aus dem Dach erhebt. Zu beiden Seiten des Festsaals liegen der Scheffel- und der Beethovensaal, die jeweils 200 m² Fläche besitzen. Im Westen endet das Gebäude in einem halbrunden chorähnlichen Vorbau, der etwa sieben Meter lang ist und in dem sich Vorbühnen befinden.
Die Anlage bietet bis zu 1440 Sitzplätze bei Aufführungen und eine Fläche von 1500 m² für Ausstellungen.

## Regelmäßige Veranstaltungen

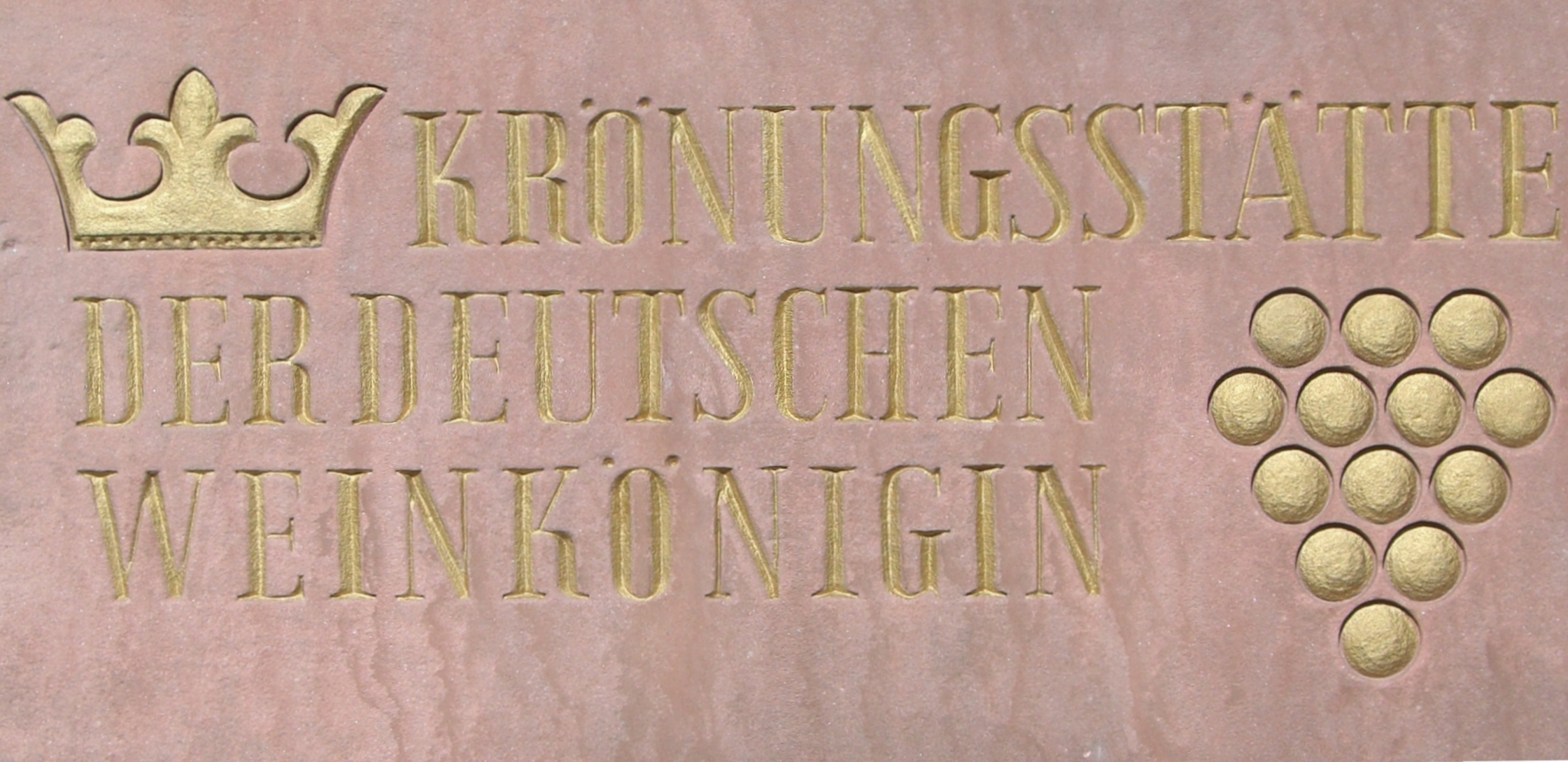
Inschrift beim Saalbau: „Krönungsstätte der Deutschen Weinkönigin“
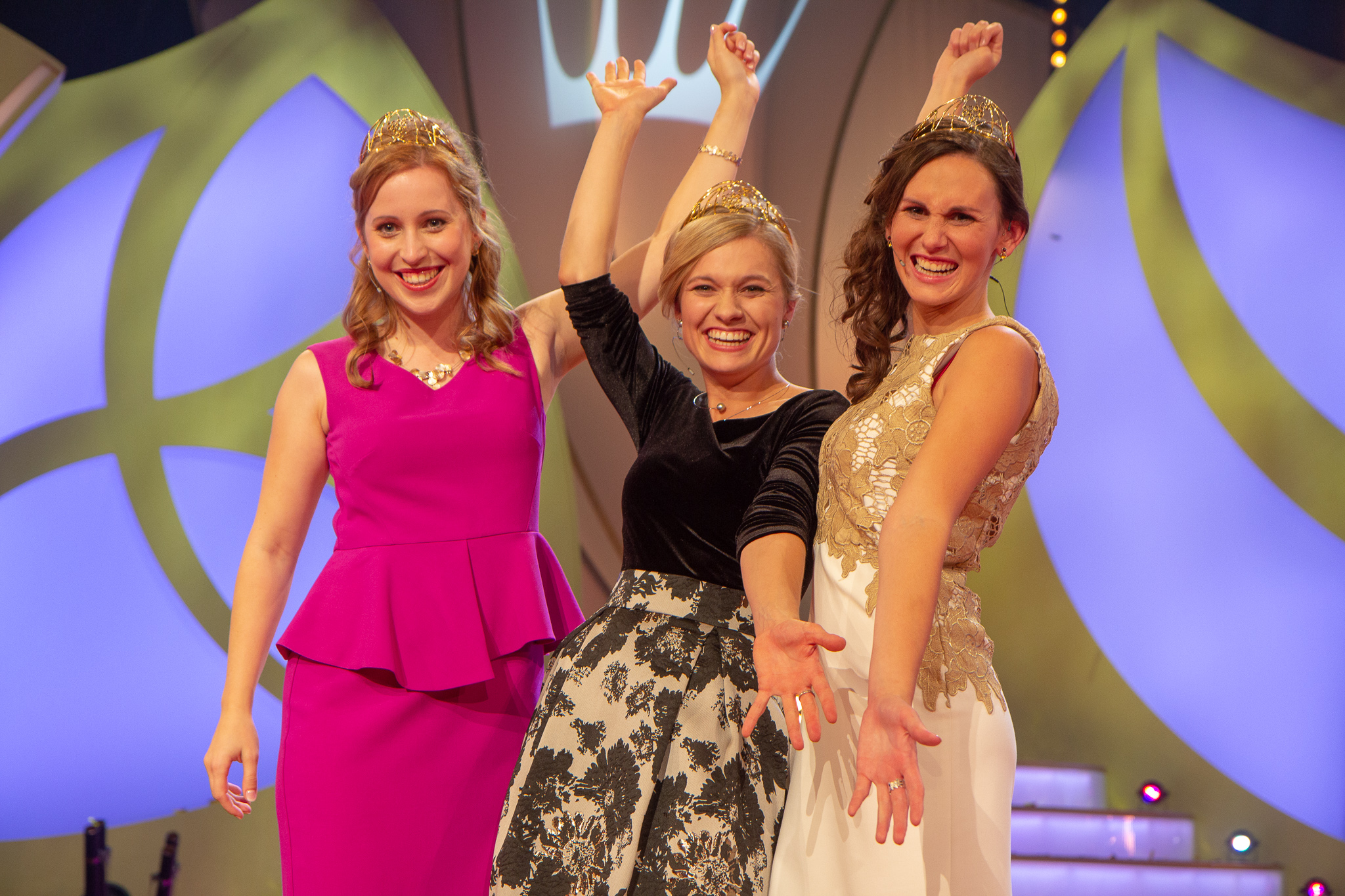
Wahl der Weinkönigin 2018

Im Saalbau werden – bis auf wenige Ausnahmefälle – jedes Jahr im Rahmen des Deutschen Weinlesefestes die Deutsche Weinkönigin und deren Prinzessinnen unter den Bewerberinnen aus den Weinbaugebieten Deutschlands gewählt; diese Veranstaltung wird bundesweit im Fernsehen übertragen. Ebenfalls beim Deutschen Weinlesefest werden im Saalbau die Pfälzische Weinkönigin und ihre Prinzessinnen gewählt. Weitere Veranstaltungen sind Mundus Vini, der nach Veranstalterangaben „größte offiziell anerkannte Weinwettbewerb der Welt“, und die Große Pfalzweinprobe der Weinbruderschaft der Pfalz.